# Glacera penjada

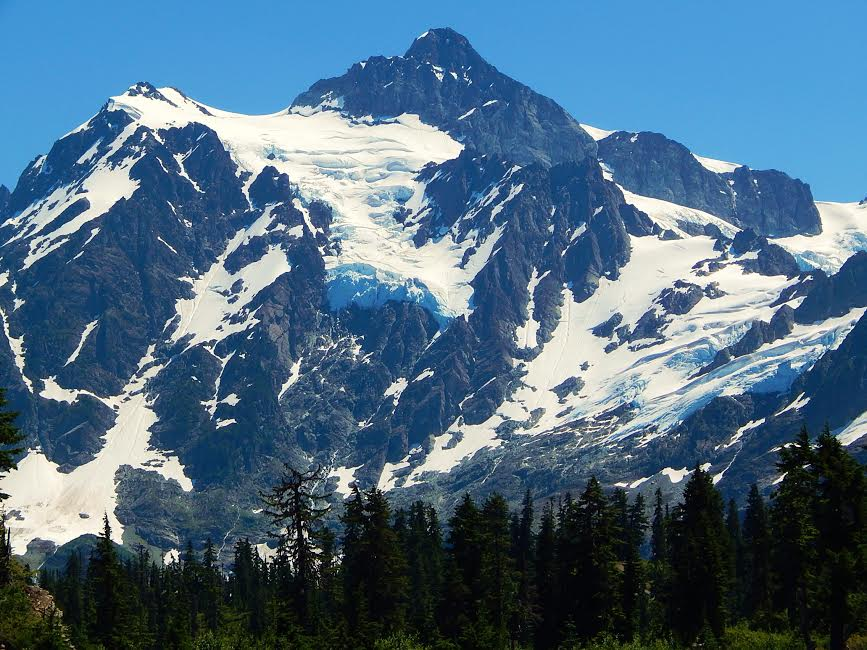
Una glacera penjada al Mont Shuksan (Estats-Units).

Una glacera penjada és una glacera que comença en la part alta de les parets d'una vall glacial i que es desenvolupa només sobre part de la superfície de la glacera principal tot aturant-se abruptament, acabant típicament en un penya-segat. La transferència de gel i neu cap a la vall inferior es fa per allaus i cascades de gel.
Les caigudes de gel i roques d'una glacera penjada foren responsables de la mort de 125 persones a la glacera de Kolka-Karmadon el 2002.